# Ataulfo
Ataulfo dei Balti (Ataúlfo anche in spagnolo ed in portoghese, Ataúlf in catalano e latinizzato in Ataulphus o Adolphus. Era anche chiamato Athavulf, Atawulf, o Athaulf — "nobile lupo"; 374 circa – Barcellona, 415), è stato re dei Visigoti dal 410 fino alla sua morte.
Durante il regno di Ataulfo, i Visigoti si stanziarono nel sud della Francia e nella parte centro-orientale della penisola iberica.

## Origine
Appartenente alla dinastia dei Balti, era cognato di Alarico I, che ne aveva sposato la sorella.

## Biografia
Secondo il Diccionario biográfico español, Real Academia de la Historia, Altaulfo apparteneva alla più alta nobiltà dei Goti Tervingi. Fonti contemporanee affermano che fosse imparentato di sangue con il suo predecessore re Alarico I, di cui era cognato. Per questo, sembra opportuno considerare Ataulfo un membro della grande stirpe gotica reale dei Baltos, per cui è appropriato anche il suo stesso nome, poiché l'allitterazione in a- è un tratto tipico dei cosiddetti Baltos antichi.
Inizialmente di stanza nella Pannonia superiore, tra il 408 ed il 409 ricevette l'ordine da parte di Alarico di raggiungerlo in Italia. All'inizio del 409, Ataulfo valicò le Alpi e nonostante qualche perdita dovuta all'esercito che l'imperatore Onorio gli inviò contro, riuscì a ricongiungersi ad Alarico.
Secondo Isidoro di Siviglia, nel 410, i Visigoti, sotto la guida di Alarico I, misero a sacco Roma e fecero prigioniera Galla Placidia, figlia di Teodosio I e sorella degli imperatori, Arcadio e Onorio (Placidiam Theodosi principis filiam, Arcadii et Honorii imperatorum sororem). L'avvenimento è riportato anche dal vescovo Idazio e dal Chronicon Albeldense.
Nel 410 fu eletto all'unanimità successore al trono di Alarico, morto per una febbre che lo colse improvvisamente nei pressi di Cosenza, come riporta il Fragmenta historicorum graecorum, Volume 4, che ricorda che era fratello della moglie di Alarico (Adaulphum uxoris fratrem).

Anche lo storico Giordane riporta la successione di Ataulfo definendolo parente (Atauulfo eius consanguineo).

Anche il vescovo Idazio, riporta la successione.
Ataulfo interruppe l'avanzata verso l'Italia meridionale iniziata da suo cognato e dirigendosi in Gallia; nel 411 Ataulfo si trovava in Toscana e secondo lo storico Giordane, Ataulfo, passando da Roma, la saccheggiò nuovamente ed in quella occasione catturò e condusse con sé Galla Placidia.

Ancora il Chronicon Albeldense (Placidiam conjuge accepit), e Giordane (in Foro Iuli Aemiliae civitate suo matrimonio legitime copulavit) riportano che Ataulfo sposò, a Foro Iuli Aemiliae nel 411, Galla Placidia, e poi proseguì verso la Gallia, anche se le altre fonti spostano il matrimonio a Narbona, nel 414 (il vescovo Idazio, il Fragmenta historicorum graecorum, Volume 4 e Isidoro di Siviglia, dopo l'arrivo in Gallia).
Nel contempo, iniziarono i primi contrasti con il generale goto Saro, schieratosi a favore di Onorio nella lotta contro l'usurpatore Costantino III.
Nella primavera del 412, Ataulfo condusse il proprio esercito fuori dall'Italia, passando per la via militare che da Torino portava al fiume Rodano attraverso il Colle del Monginevro. Lo seguì anche Prisco Attalo, altro usurpatore del titolo imperiale, che era stato elevato alla carica da Alarico e poi deposto una prima volta nel 410.
Una volta arrivato in Gallia, Ataulfo si unì all'usurpatore Giovino. Questi però considerava il re visigoto troppo pericoloso ed iniziò dunque a trattare con il generale di origine visigota Saro, che era stato collaboratore di Stilicone. Ataulfo, secondo il Fragmenta historicorum graecorum, Volume 4, venuto a conoscenza della cosa, con circa diecimila uomini affrontò Saro, lo sconfisse e dopo averlo catturato lo uccise.
Quando Giovino, anziché Ataulfo nominò il proprio fratello Sebastiano correggente, Ataulfo strinse un patto con Onorio: in cambio di rifornimenti, terre ed oro, gli avrebbe consegnato i due usurpatori ed avrebbe liberato Galla Placidia.
Il re visigoto mantenne la parola: Giovino e Sebastiano vennero sconfitti in battaglia, ma solo il secondo venne catturato e consegnato al prefetto pretoriano Claudio Postumo Dardano. Giovino riuscì invece a fuggire a Valencia, dove Ataulfo lo assediò e lo catturò nel 413. Le teste dei due usurpatori giunsero alla corte di Onorio nell'agosto del 413 e di lì spedite a Cartagine, per essere esposte sulle mura della città assieme a quelle di altri usurpatori.
I rapporti fra Ataulfo e Onorio furono però rovinati dal mancato invio da parte dell'Imperatore di adeguati rifornimenti. Onorio addebitò i problemi alla rivolta in Nordafrica causata da Eracliano (la cui testa fu fra quelle esposte sulle mura di Cartagine). Il re visigoto, in risposta, non liberò Galla Placidia ed anzi, nel 413, attaccò prima Marsiglia (che gli resistette) e poi occupò Narbona (che divenne la sua sede), Tolosa e Bordeaux.

l'Europa nel 420. Il percorso dei Visigoti dall'Italia alla Gallia alla penisola Iberica. In marrone il regno di Tolosa dei Visigoti.

Nel gennaio del 414, Ataulfo sposò Galla Placidia, a cui offrì in dono parte dei tesori saccheggiati da Alarico a Roma.
Secondo l'apologeta cristiano Orosio, re Ataulfo (rimasto un cristiano ariano) mantenne un rapporto conflittuale con la cultura romana: sebbene avesse voluto convertire i territori romani in gotici, si rese conto che la struttura della società gotica non avrebbe potuto garantire la stessa governabilità di uno Stato come quello romano. Per cui decise, anche grazie all'influenza di Galla Placidia, di mutare strategia: avrebbe portato avanti una politica di fusione fra Goti e Romani, affinché la forza dei primi rinforzasse la cultura e il nome dei secondi.
Il piano fu però frustrato dalle manovre del generale Flavio Costanzo, che riuscì ad avvelenare definitivamente i rapporti fra l'imperatore ed il re visigoto. Il generale dapprima ottenne il permesso di bloccare i porti gallici - mossa a cui Ataulfo rispose nominando per la seconda volta Prisco Attalo come usurpatore. 

Poi però il re visigoto fu costretto ad arretrare prima a Narbona e infine, valicati i Pirenei, a ritirarsi verso la Tarraconense, occupando Barcellona, come confermano il Chronicon Albeldense, il vescovo Idazio e Giordane.
A Barcellona, Galla Placidia, nel 415, diede alla luce il figlio Teodosio, che però morì poco tempo dopo, escludendo così ogni possibilità di un erede di sangue misto romano-visigoto.
Ataulfo, in quello stesso anno, fu assassinato a Barcellona, da un goto al suo servizio di nome Dubio, secondo il Fragmenta historicorum graecorum, Volume 4, mentre il Chronicon Albeldense riporta che fu ucciso dai suoi seguaci (a suis interfectus est in Barcinona) e ancora Giordane racconta che morì per una spada che lo sventrò (occubuit gladio ilia perforata Euervulfi); infine il vescovo Idazio riporta che morì, nel 416, per una questione interna ai Goti (per quemdam Gothum apud Barcinonam inter familiars fabulas).
Ataulfo aveva commesso l'errore di prendere a servizio Sigerico, fratello di Saro, intenzionato a vendicare la morte di suo fratello. Sigerico portò a termine il suo compito di lì a poco, facendo pugnalando a morte Ataulfo nelle scuderie del suo palazzo a Barcellona. Il re morì in seguito alle ferite riportate pochi giorni dopo.
Il probabile mandante dell'assassino di Ataulfo ebbe la meglio anche nella lotta di successione al trono, divenendo re dei Visigoti. 
Ma solo sette giorni dopo, Sigerico stesso venne ucciso da Vallia, che gli succedette.
Le principali fonti sulla vita di Ataulfo ci provengono da Paolo Orosio, dalle cronache del vescovo galiziano Idazio e da quelle di Prospero di Aquitania, discepolo di Agostino.

## Discendenza
Ataulfo si sposò in prime nozze una donna di cui non si conosce il nome, che gli diede sei figli, i nomi dei quali sono allo stesso modo sconosciuti. 

Questi figli di Ataulfo seguirono il padre a Barcellona, e durante la guerra di successione che si scatenò alla morte di Ataulfo, furono tutti trucidati dalla fazione vincitrice di Sigerico.
Nel gennaio del 414 Ataulfo aveva sposato Galla Placidia, che gli diede un figlio: 
- Teodosio (414-415), che visse pochi mesi e, per pochi mesi, rappresentò la speranza di unire Visigoti e Romani in un unico impero.

### Fonti primarie
- (LA) #ES IORDANIS DE ORIGINE ACTIBUSQUE GETARUM.
- (LA) #ES Fragmenta historicorum graecorum, Volume 4.
- (LA) #ES Idatii episcopi Chronicon.
- (LA) Isidori Historia Gothorum, Wandalorum, Sueborum, De origine Gothorum (archiviato dall'url originale il 29 aprile 2024).
- (LA) Anastasii abbatis opera omnia.

### Letteratura storiografica
- Ludwig Schmidt e Christian Pfister, I regni germanici in Gallia, in Storia del mondo medievale, vol. I, 1999,  pp. 275-300.
- Ernst Barker, L'Italia e l'occidente dal 410 al 476, in Storia del mondo medievale, vol. I, 1999,  pp. 373-419.
- Max Manitius, Le migrazioni germaniche 378-412, in Storia del mondo medievale, vol. I, 1999,  pp. 246-274.